# Le Puy (Doubs)
Le Puy je francouzská obec v departementu Doubs v regionu Burgundsko-Franche-Comté. Žije zde 105 obyvatel.

## Geografie

### Sousední obce
| Růžice kompasu |                  | Villers-Grélot | Val-de-Roulans | Růžice kompasu |
| Růžice kompasu | Pouligney-Lusans | Sever          | L'Écouvotte    | Růžice kompasu |
| Růžice kompasu | Pouligney-Lusans | Le Puy         | L'Écouvotte    | Růžice kompasu |
| Růžice kompasu | Pouligney-Lusans | Jih            | L'Écouvotte    | Růžice kompasu |
| Růžice kompasu |                  | Vennans        | Saint-Hilaire  | Růžice kompasu |